# فرانسیس هاچسون

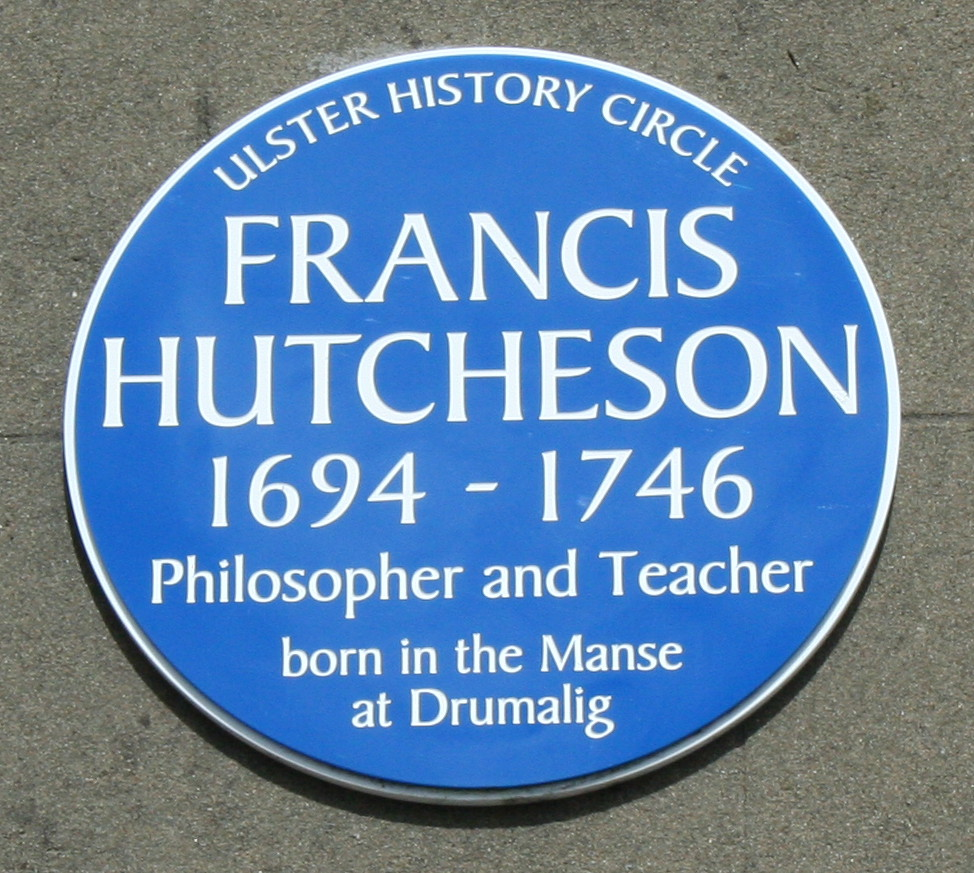
Plaque to Francis Hutcheson on the Guildhall, Saintfield

فرانسیس هاچسون (به انگلیسی: Francis Hutcheson)، زیسته (از ۸ اوت ۱۶۹۴ تا ۸ اوت ۱۷۴۹) یک فیلسوف اسکاتلندی-ایرلندی متولد در ایرلند در یک خانواده‌ای از پرسبیتریها است که در اسکاتلند به عنوان یکی از پدران مؤسس روشنگری اسکاتلند شناخته شده است.
هاچسون ایده‌های خود را از جان لاک گرفته بود. او تأثیرگذار مهمی بر روی آثار چند تن از متفکران مهم روشنگری، از جمله دیوید هیوم ، آدام اسمیت و جرمی بنتام بوده است.